# Whizz
Whizz è un videogioco a piattaforme sviluppato e pubblicato da Flair Software per MS-DOS nel 1994 e per Amiga e Amiga CD32 nel 1995. Venne convertito per Super Nintendo Entertainment System, Sega Saturn e PlayStation (la B-Factory pubblicò queste ultime anche in Giappone come アクピョン・ゲーム ウィズ - Akupyon Game Whizz). Era prevista una versione per Sega Mega Drive realizzata in collaborazione con Psygnosis dai titoli provvisori Castle Game o Top Hat.